# Bundesautobahn 250

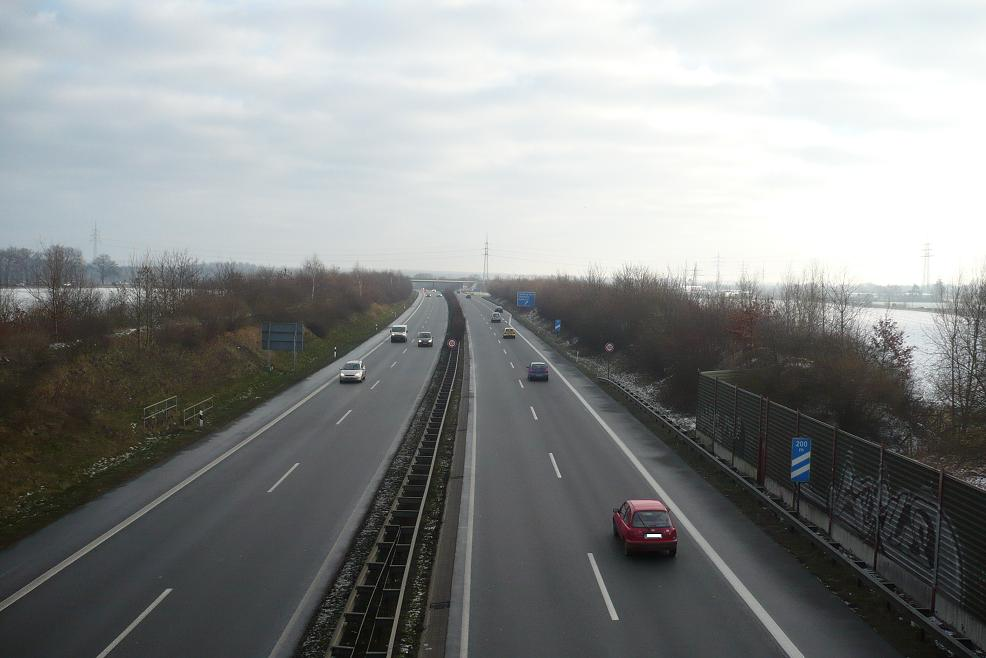
Blick auf den Anschluss Lüneburg-Nord der A 250 (in Fahrtrichtung Lüneburg)

Die Bundesautobahn 250 (Abkürzung: BAB 250) – Kurzform: Autobahn 250 (Abkürzung: A 250) – ist die frühere Bezeichnung einer Autobahn im Norden Deutschlands, die seit dem 3. November 2010 das nördliche Teilstück der A 39 ist.
Im allgemeinen Sprachgebrauch wird dieser Teil der A 39 als Maschener Autobahn bezeichnet; er beginnt südlich von Hamburg an der BAB 7 und führt in östlicher Richtung über 28 Kilometer nach Lüneburg, wo sie in die B 4 und diese später in die B 209 übergeht. Die Autobahn ist durchgängig auf zwei Fahrspuren ausgebaut und wurde in insgesamt vier Abschnitten eröffnet:
- 1975: AK Maschen – Autobahnende bei Maschen
- 1985: Umfahrung Maschen (Errichtung der heutigen AS Maschen)
- 1987: AS Maschen – AS Winsen (Luhe)-West
- 1991: AS Winsen (Luhe)-West – AS Winsen (Luhe)-Ost
- 1995: AS Winsen (Luhe)-Ost – Lüneburg-Nord

Mit dem geplanten Neubau der Bundesautobahn 39 von Wolfsburg an die A 250 soll eine durchgängige Verbindung von der Industrieregion Braunschweig/Salzgitter zur Hamburger Hafenregion erreicht werden. Am 3. November 2010 wurde die A 250 offiziell in A 39 umbenannt. Der Streckenverlauf wurde bereits im Dritten Reich als Reichsautobahn RAB 41 geplant und bei Braunschweig auf einem kurzen Stück vorbereitet.